# Eligiusz Preisler
Eligiusz Preisler (ur. 1 grudnia 1908 w Jarocinie, zm. 24 lutego 2008 w Poznaniu) – polski lekarz, nauczyciel akademicki, wykładowca Akademii Medycznej w Poznaniu, wieloletni kierownik Katedry Medycyny Sportu oraz Katedry i Zakładu Fizjologii.

## Życiorys
Był najstarszym synem architekta powiatowego w Jarocinie, miejscowego działacza społecznego, powstańca wielkopolskiego. W 1927 roku rozpoczął studia na Uniwersytecie Poznańskim. W 1932 roku ukończył Studium Wychowania Fizycznego, dwa lata później Wydział Lekarski. Był członkiem Korporacji Akademickiej Surma. Od 1933 roku był młodszym asystentem profesora Eugeniusza Piaseckiego, w 1938 roku przeniósł się do Warszawy, gdzie objął funkcję starszego asystenta Zakładu Fizjologii Akademii Wychowania Fizycznego, kierowanego przez profesora Włodzimierza Missiuro.
Jako podchorąży uczestniczył w wojnie obronnej 1939 roku. W okresie okupacji pracował początkowo w Zakładzie Ginekologiczno-Położniczym im. Księżnej Anny Mazowieckiej w Warszawie, następnie w Sanatorium Przeciwgruźliczym w Otwocku oraz jako lekarz w Osiecku. Był żołnierzem Armii Krajowej, szefem służby zdrowia. Po zakończeniu wojny powrócił do Poznania.
Objął stanowisko starszego asystenta Katedry Higieny Szkolnej i Teorii Wychowania Fizycznego przy Studium Wychowania Fizycznego Wydziału Lekarskiego Uniwersytetu Poznańskiego oraz asystenta w II Klinice Chorób Wewnętrznych kierowanej przez profesora Jana Roguskiego. W 1947 roku uzyskał stopień doktora medycyny, na podstawie rozprawy Zagadnienia techniki oddechu i hiperwentylacji dowolnej (świadomej) w czasie i po pracy fizycznej, w 1955 roku docenta, na podstawie pracy Badania czynnościowe układu krążenia w ocenie wydolności ustroju. W 1961 roku został mianowany profesorem nadzwyczajnym, w 1973 roku otrzymał tytuł profesora zwyczajnego. Od 1958 roku był kierownikiem Katedry Medycyny Sportu (po zmianach organizacyjnych Zakładu Fizjologii Człowieka), cztery lata później objął również stanowisko ordynatora Oddziału Chorób Wewnętrznych Szpitala im. Franciszka Raszei. Przez dwie kadencje był prodziekanem Wydziału Lekarskiego Akademii Medycznej w Poznaniu.
Jego dorobek naukowy obejmuje ponad 200 publikacji, między innymi z zakresu fizjologii wysiłku fizycznego, fizjologii pracy, mechanizmów adaptacji ustroju człowieka do obciążeń fizycznych, wpływu palenia tytoniu na zdrowie człowieka. Był członkiem i sekretarzem naukowym Poznańskiego Towarzystwa Przyjaciół Nauk, członkiem i przewodniczącym Polskiego Towarzystwa Medycyny Sportowej, członkiem Polskiego Towarzystwa Lekarskiego, Towarzystwa Internistów Polskich, Polskiego Towarzystwa Fizjologicznego, Polskiego Towarzystwa Kardiologicznego. Był aktywnym popularyzatorem sportu masowego, organizatorem obozów sportowo-naukowych dla studentów, założycielem Poznańskiego Koła Stowarzyszenia Lekarzy Sportowych oraz Sekcji Studentów Medycyny Sportowej. Na emeryturę przeszedł w 1979 roku.
Był odznaczony między innymi Krzyżem Kawalerskim Orderu Odrodzenia Polski (1974) Złotym Krzyżem Zasługi (1954), odznakami Zasłużony Działacz Kultury Fizycznej i Zasłużony Obywatel Miasta Poznania oraz Brązowym Medalem „Za zasługi dla obronności kraju”.
Zmarł 24 lutego 2008 roku i został pochowany na cmentarzu komunalnym na Miłostowie.